# Arquitetura da escolha

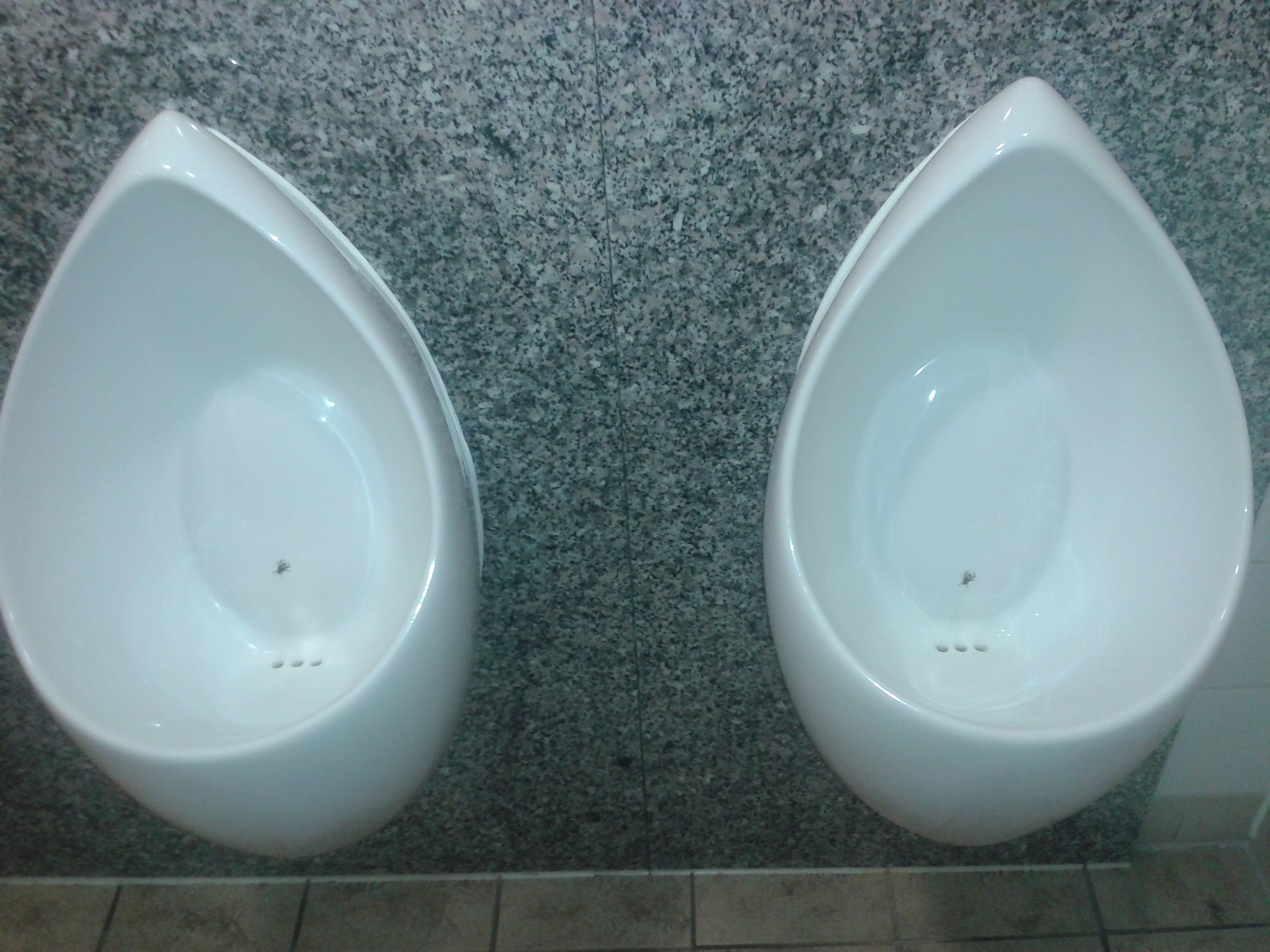
Exemplo de arquitetura da escolha: imagem de mosca pintada no mictório

Na economia comportamental, a arquitetura da escolha (também conhecido como nudging) é a organização do contexto no qual as pessoas tomam decisões, com objetivo de influenciá-las de forma previsível pela ciência. Um "nudge", cutucão ou empurrãozinho, é definido como:
"Uma cutucada ou orientação é qualquer aspecto da arquitetura de escolhas que altera o comportamento das pessoas de maneira previsível sem proibir nenhuma opção nem mudar significativamente seus incentivos econômicos. Para ser considerada uma mera cutucada ou orientação, uma intervenção deve ser fácil e barata de evitar. As cutucadas não são ordens."

## Definição
A arquitetura da escolha consiste em intervenções comportamentais (têm o objetivo de influenciar o comportamento das pessoas) com foco no contexto (em oposição ao foco na cognição), com embasamento científico (em oposição ao embasamento no senso comum) e utilizando-se do pensamento projetual (design thinking).
No livro Happiness by Design: Finding Pleasure and Purpose in Everyday Life, Paul Dolan afirma que no século XX, grande parte das iniciativas para influenciar o comportamento das pessoas foram dirigidas à cognição. No entanto, as pesquisas das últimas décadas sobre julgamento e tomada de decisão mostram que o ambiente tem um efeito desproporcional e subestimado sobre nosso comportamento. Com base nos resultados dessas pesquisas, o conceito de arquitetura da escolha propõe organizar o ambiente que os seres humanos interagem para melhorar suas decisões, e consequentemente, sua produtividade, prosperidade e bem-estar.

Numa tentativa de definição mais completa, Pelle Hansen define "nudge" como: 
"qualquer tentativa de influenciar o julgamento, escolha ou comportamento das pessoas de uma forma previsível, que é (1) possibilitada em virtude de limites cognitivos, vieses, rotinas e hábitos na tomada de decisão individual ou social, que impõem barreiras para que as pessoas ajam racionalmente em seu próprio autointeresse; e que (2) funcionam valendo-se desses limites, vieses, rotinas, e hábitos".

## Origem
O conceito e a expressão foram criadas no livro Nudge: o empurrão para escolha certa, dos economistas comportamentais Richard Thaler e Cass Sunstein. No livro Misbehaving: The Making of Behavioural Economics, Richard Thaler afirma que a releitura do O Design do dia-a-dia de Donald Norman foi a inspiração para trazer os princípios do design centrado no usuário com os insights das ciências comportamentais na forma da arquitetura da escolha para elaboração de políticas governamentais públicas com objetivo de aprimorar as decisões dos cidadãos no que tange a questões como saúde, riqueza e felicidade.
A partir da constatação da diferença entre a concepção tradicional da natureza humana encontrada na economia (o homo economicus) e entre as descobertas das ciências comportamentais (psicologia, economia comportamental, neurociências, entre outras) sobre o efeito desproporcional que o ambiente exerce sobre os julgamentos e tomadas de decisões humanas, os autores propõem a aplicação dos conhecimentos científicos na organização ou criação de contextos que influenciem as decisões das pessoas, de acordo com seu próprio interesse.
No anúncio da premiação do Nobel de Economia, divulgado em 9 de outubro de 2017, foi destacado como a obra de Richard Thaler demonstrou que os "nudges" podem ajudar as pessoas a exercerem maior autocontrole, estimulando a poupança de longo prazo, por exemplo.

## Tipos denugdes
As formas de nugdes  são muito distintas, podendo variar entre criar padrões, heurísticas de prova social e aumentar a relevância da opção desejada.
As opções padrões são as que chegam automaticamente aos indivíduos, sem ele fazer nada. As pessoas são justamente propensas a escolher uma opção se ela for colocada como padrão. Um exemplo disso foi a descoberta de Pichert & Katsikopoulos de que um número maior de consumidores escolher a energia renovável quando ela foi colocada como a opção padrão.
As heurísticas de prova social, muito próxima do popularmente conhecido efeito manada, se refere à tendências dos indivíduos em orientar seu comportamento no comportamento do outro.
Já o outro tipo, é quando aumenta a relevância daquele produto, ou seja, quando se atrai a atenção para ele, colocando em lugares de evidencia. Por exemplo, quando os consumidores passam a comprar alimentos mais saudáveis quando eles são colocados nas prateleiras que ficam ao nível do olho no supermercado.

## Aplicações
A arquitetura da escolha começou sendo utilizada principalmente para elaboração de políticas públicas, na Inglaterra, Estados Unidos e Austrália, por equipes governamentais (Behavioural Insights Team, Social and Behavioral Sciences Team e Behavioural Economics Team of the Australian Government, respectivamente) que ficaram conhecidas como "nudges unit" (equipe de cutucões). No entanto, aos poucos foi sendo aplicada por consultorias ao comportamento do consumidor pelo marketing, comportamento do colaborador pela gestão de pessoas e comportamento do usuário pelo design.
Muitas unidades governamentais têm se referido aos "nudges" de forma mais ampla, como "insights comportamentais" ("behavioral insights"), termo que frequentemente é encontrado no nome dessas entidades, como no pioneiro "Behavioural Insights Team", criado no Reino Unido em 2010, e que serviu de "case" para diversas iniciativas semelhantes em outros países.
Em relatório publicado no início de 2017, a Organização para a Cooperação e Desenvolvimento Econômico - OCDE, mapeou a paisagem da utilização de "nudges", e, analisando mais de 100 iniciativas em diversos países, concluiu que os "nudges" já são rotineiramente utilizados em numerosas áreas de política pública, como a redução da obesidade, diminuição do desperdício no consumo de energia e água, diminuição na sonegação de impostos, aumento da adesão a programas de previdência, expansão do número de doadores de órgãos, desburocratização de seviços ao cidadão, bem como de realocação no mercado de trabalho.
Saúde
Na área da saúde, por exemplo, o nudge foi utilizado como uma forma de promover a higiene das mãos e diminuir a incidência de infecções.
Uma outro exemplo da aplicação do famoso “empurrãozinho” foi nas academias de ginástica. Yifan Zhang e Geoff Oberhofer, fundadores do Gym-Pact, desenvolveram, estimulados pelo conceito de nudge, “taxas motivacionais”. Na experiência, os participantes definem uma meta de visita semanal à academia e precisam pagar uma multa quando perdem uma sessão de ginástica. Inicialmente, Zhang e Oberhofer adquiriram associações em nome dos participantes, que não pagaram a inscrição, mas se comprometeram a se exercitar 4 vezes por semana. Se falharem, precisarão pagar uma multa de $ 25. Se abandonassem o programa, a multa seria de $ 75,21. Assim, embora tenha sido ligeiramente adaptado, o Gym-Pact se tornou um modelo completo com o conceito de taxas motivacionais.
Em 2020, o primeiro-ministro britânico, Boris Johnson, decidiu aplicar a estratégia do nudge para auxiliar na luta contra a pandemia do corona vírus. Patrick Vallance, o principal conselheiro científico do Reino Unido, busca encorajar a “imunidade do rebanho” usando essa estratégia”.
Meio Ambiente
Em Kopenhagen, na Dinamarca, é estimado que 1 em cada 3 indivíduos vão, ocasionalmente, produzir lixo nas ruas. Para resolver esse problema, uma pesquisa desenvolvida na Universidade Roskilde testou uma estratégia de nudge para estimular os pedestres a evitarem jogar lixo na rua.  A equipe colocou uma séria de pegadas até a lata de lixo mais próxima e distribuiu balinhas de caramelo para os pedestres. O resultado mostrou que as pegadas até a lixeira diminuíram em 46% a incidência de embalagens de balinhas de caramelo espalhadas pelas ruas, fazendo com que os pedestres fossem até a lixeira descartar corretamente.
Governo
Na Inglaterra, houve notáveis aplicações da estratégia do nudge, sendo a teoria inclusa na formação do “British Behavioural Insights Team” em 2010.
No Brasil, a prefeitura do Rio de Janeiro tem utilizado o conceito do nudge para implementar alguns projetos, são eles: a redução do índice de desistência de tratamento de tuberculose, aumento do envolvimento dos pais na educação dos filhos e antecipação de matrículas, maior nível de atividade física em idosos, entre outros.

## Paternalismo libertário
Ao utilizar os chamados "nudges" para fins de política pública, o Estado busca incentivar comportamentos mais alinhados com objetivos socialmente desejáveis. Nudges são frequentemente utilizados para estimular condutas ambientalmente sustentáveis, mais saudáveis - como reduzir o consumo de cigarros ou açúcares - e mais previdentes, como a vinculação a programas de aposentadoria. Um argumento frequentemente utilizado contra a utilização de arquiteturas de escolhas é que não competiria ao Estado ser "paternalista" e induzir determinados comportamentos nos cidadãos, que caberia a eles decidir como agir nessas áreas das suas vidas.
Como contra-argumentos, os defensores do chamado "Paternalismo Libertário" argumentam que nenhuma escolha é isenta de "arquiteturas": toda decisão humana é condicionada pela forma como ela se apresenta; além disso, as empresas rotineiramente já se valem de "nudges" ao buscar promover vendas de seus produtos. Ademais, políticas públicas baseadas em "insights comportamentais" tendem a ser mais eficientes, mais baratas, e menos invasivas do que as tradicionais regulações baseadas em obrigações e proibições, o que deveria convencer os libertários de que esta é uma forma menos intrusiva de ação estatal. Feitas com a devida transparência para o cidadão, as "arquiteturas de escolhas" pelo poder público podem ser uma forma barata e eficaz de promover comportamentos socialmente desejáveis.

Em pesquisas de opinião feitas em diversos países do mundo, a aprovação da utilização de "nudges" por governos tende a ser elevada. Do ponto de vista comportamental, um estudo realizado no Brasil sugere que o "paternalismo libertário" é mais amplamente aceito quando as pessoas partilham uma visão naturalística do comportamento humano, independentemente de seu posicionamento político-ideológico.